# Rennes Volley 35
Il Rennes Volley 35 è una società pallavolistica maschile francese con sede a Rennes: milita nel campionato di Ligue A.

## Storia
Club di grande tradizione, nacque nel 1946 con il nome di Rennes Étudiants Club. Per alcuni decenni militò tra la seconda e la terza divisione del campionato francese; nel 1970 debuttò in Nationale 1, allora massima categoria.
Immediatamente retrocessa, si rimise in luce solamente nell'ultimo decennio; nel 2001, riuscì a raggiungere i quarti di finale di Coppa di Francia, mentre nel 2002 riottenne la promozione in LNV Pro A. Assunse l'odierna denominazione nel 2007.

## Rosa 2019-2020
| N° | Nome               | Ruolo | Data di nascita  | Nazionalità sportiva |
| -- | ------------------ | ----- | ---------------- | -------------------- |
| 1  | Philippe Tuitoga   | C     | 18 dicembre 1990 | Francia              |
| 2  | Paul Le Gars       | L     | 11 maggio 1999   | Francia              |
| 3  | Titouan Halle      | S     | 22 agosto 1998   | Francia              |
| 4  | Nathan Biteau      | P     | 3 luglio 2000    | Francia              |
| 5  | Leandro dos Santos | C     | 13 gennaio 1993  | Brasile              |
| 6  | Baptiste Iotefa    | S     | 20 febbraio 1997 | Francia              |
| 7  | Gustavo Delgado    | S     | 21 gennaio 1986  | Spagna               |
| 8  | Gary Chauvin       | P     | 29 dicembre 1987 | Francia              |
| 9  | Thiago Veloso      | P     | 15 agosto 1993   | Brasile              |
| 10 | Nikola Mijailović  | S     | 8 agosto 1989    | Serbia               |
| 11 | Gildas Prevert     | C     | 15 giugno 1996   | Francia              |
| 12 | Pierre Toledo      | C/O   | 8 aprile 2000    | Francia              |
| 13 | Kamil Baránek      | S     | 2 maggio 1983    | Rep. Ceca            |
| 16 | Thomas Bunel       | C/O   | 7 luglio 1997    | Francia              |
| 17 | Tanguy Nevot       | S/L   | 1º aprile 1997   | Francia              |
| 18 | Facundo Santucci   | L     | 6 marzo 1987     | Argentina            |
| 20 | Rafael de Araújo   | O     | 13 giugno 1991   | Brasile              |

## Palmarès
- Coppa di Francia: 1

2011-12